# رمون لوکا
رمون لوکا (فرانسوی: Raymond Lucas‎؛ زادهٔ ۱۳ دسامبر ۱۹۱۸) دوچرخه‌سوار اهل فرانسه است.